# Раков (Ченстохова)
Раков (Ченстохова) (на полски: RKS Raków Częstochowa) е полски футболен клуб от град Ченстохова, Полша. Състезава се в Екстракласа, висшата лига на Полша. Домакинските си мачове играе на „РКС Раков“ в Ченстохова с капацитет 4200 зрители.

## История
Клубът е създаден през 1921 г. като „СФК Раковия“ в село Ракув, което се влива при разширението на град Ченстохова през 30-те години на миналия век.
Финалист в купата на Полша през 1967 година, където губи с 0:2 от „Висла“ (Краков). От 1994 до 1998 години играе в Екстракласа.
В края на 90-те години и началото на новото хилядолетие клубът има много проблеми. Първо изпадат във Втора лига, а още на следващия още по-надолу в Трета. Тогава клубът е напуснат от спонсора си, местната стоманодобивна фабрика. След това на футболистите е разрешено да преминат в други клубове. Така отборът е принуден да играе с юноши, а резултатът е плачевен. Следват катастрофални резултати, дори двуцифрени, а в крайното класиране отборът е с голова разлика 16:139 и 7 точки и...изпадане в Четвърта лига. Отборът играе там четири години. При новият президент Валдемир Борковски нивото се вдига закратко. Той напуска през 2009/10 и клубът изпада в отчайващо положение, като голяма част от футболистите не получават и заплатите си.
Тогава се появява бившия футболист на клуба Якуб Блашчиковски. По това време той е полски национал и играч на Борусия Дортмунд. Той подпомага клуба със завидна сума.
През 2011 отборът е в трета дивизия, и към него се присъединява Микел Свижевски. Той влиза в управата на клуба със своята IT компания „x-com“, която и до днес е лидер в Полша в продажбата на компютри и техника. През 2019/20 Ракув отново влиза в полската Екстракласа. Още на следващия сезон отборът става вицешампион и печели Купата и Суперкупата на Полша. През настоящия сезон 2022/23 той е вече и шампион на Полша.

## Предишни имена
| Години  | Име                                                        |
| ------- | ---------------------------------------------------------- |
| 1921    | СФК „Раковия“                                              |
| 1927    | РСК „Раков“                                                |
| 1951    | Обединен спортен союз „Стал“ при меткомбината в Ченстохова |
| 1956    | РКС „Раков“                                                |
| 2002    | СК „Раков“                                                 |
| от 2011 | РКС „Раков“ Ченстохова СА                                  |

## Успехи
- Екстракласа
  -  Шампион (1): 2022/23
  -  Второ място (2): 2020/21, 2021/22
- Купа на Полша:
  -  Носител (1): 2020/21, 2021/22
  -  Финалист (3): 1966/67[4], 2022/23
- Суперкупа на Полша:
  -  Носител (2): 2021, 2022
- I Лига на Полша:
  -  Шампион (1): 2018/19

## Български футболисти
- Александър Колев: 2019/20 (6 мача - 0 гола)